# Al-Ahram
Al-Ahram (Arabiska: الأهرام, bokst. "Pyramiderna"), är en av de största dagstidningarna i Egypten. Den grundades 5 augusti 1876 och är därmed Egyptens näst äldsta, efter Al-Waqae'a Al-Masreya ("De egyptiska händelserna"), som grundades 1828. Upplagan är på cirka 900 000 exemplar.
Al-Ahrams huvudkontor ligger i Boulaq i Kairo. Al-Ahram är halvofficiellt regeringsorgan, tidningen majoritetsägs av egyptiska staten och kontrolleras av Egyptens informationsministerium.
Tidningen har två versioner på främmande språk, franska och engelska.